# Collegio di Birmingham Selly Oak
Birmingham Selly Oak è un collegio elettorale situato a Birmingham, nelle Midlands Occidentali, e rappresentato alla Camera dei comuni del Parlamento del Regno Unito. Elegge un membro del parlamento con il sistema first-past-the-post, ossia maggioritario a turno unico; l'attuale parlamentare è Alistair Carns del Partito Laburista, che rappresenta il collegio dal 2024.

## Estensione

Birmingham Selly Oak dal 2010 al 2024

- 1955-1974: i ward del County Borough di Birmingham di Balsall Heath, Moseley and King's Heath e Selly Oak.
- 1974-1983: i ward del County Borough di Birmingham di King's Norton, Moseley e Selly Oak.
- 1983-2010: i ward della Città di Birmingham di Bournville, King's Norton, Moseley e Selly Oak.
- 2010-2024: i ward della Città di Birmingham di Billesley, Bournville, Brandwood e Selly Oak.
- dal 2024: i ward della Città di Birmingham di Billesley; Bournbrook and Selly Park; Bournville and Cotteridge; Brandwood and King’s Heath; Druids Heath and Monyhull; Highter’s Heath; Stirchley e Weoley and Selly Oak.[1]

Nel collegio risiede un elevato numero di studenti e staff dell'Università di Birmingham; metà del campus di Selly Oak dell'università è situato nel collegio, nel quale si trova anche la fabbrica di Cadbury.

## Membri del parlamento
| Elezione | Elezione       | Deputato              | Partito      |
| -------- | -------------- | --------------------- | ------------ |
|          | 1955           | Harold Gurden         | Conservatore |
|          | Ott 1974       | Tom Litterick         | Laburista    |
|          | 1979           | Anthony Beaumont-Dark | Conservatore |
|          | 1992           | Lynne Jones           | Laburista    |
| 2010     | Steve McCabe   |                       | Laburista    |
| 2024     | Alistair Carns |                       | Laburista    |

## Elezioni

### Elezioni negli anni 2020
| Partito                    | Partito                                | Candidato                  | Risultati 4 luglio 2024 | Risultati 4 luglio 2024 |
| Partito                    | Partito                                | Candidato                  | Voti                    | %                       |
| -------------------------- | -------------------------------------- | -------------------------- | ----------------------- | ----------------------- |
|                            | Laburista                              | Alistair Carns             | 17 371                  | 45,21                   |
|                            | Conservatore                           | Simon Phipps               | 5 834                   | 15,18                   |
|                            | Reform UK                              | Erin Crawford              | 5 732                   | 14,92                   |
|                            | Verdi                                  | Jane Baston                | 4 320                   | 11,24                   |
|                            | Indipendente                           | Kamel Hawwash              | 2 842                   | 7,40                    |
|                            | Lib Dem                                | David Radcliffe            | 2 324                   | 6,05                    |
|                            |                                        |                            |                         |                         |
| Iscritti                   | Iscritti                               | Iscritti                   | 75 678                  | 100,00                  |
| ↳ Votanti (% su iscritti)  | ↳ Votanti (% su iscritti)              | ↳ Votanti (% su iscritti)  | 38 423                  | 50,77                   |
| ↳ Astenuti (% su iscritti) | ↳ Astenuti (% su iscritti)             | ↳ Astenuti (% su iscritti) | 37 255                  | 49,23                   |
|                            |                                        |                            |                         |                         |
|                            | Esito: collegio confermato a Laburista |                            |                         |                         |

### Elezioni negli anni 2010
| Partito                    | Partito                                | Candidato                  | Risultati 12 dicembre 2019 | Risultati 12 dicembre 2019 |
| Partito                    | Partito                                | Candidato                  | Voti                       | %                          |
| -------------------------- | -------------------------------------- | -------------------------- | -------------------------- | -------------------------- |
|                            | Laburista                              | Steve McCabe               | 27 714                     | 56,03                      |
|                            | Conservatore                           | Hannah Campbell            | 15 300                     | 30,93                      |
|                            | Lib Dem                                | Dave Radcliffe             | 3 169                      | 6,41                       |
|                            | Verdi                                  | Joe Peacock                | 1 848                      | 3,74                       |
|                            | Brexit                                 | Joseph Tawonezvi           | 1 436                      | 2,90                       |
|                            |                                        |                            |                            |                            |
| Iscritti                   | Iscritti                               | Iscritti                   | 82 665                     | 100,00                     |
| ↳ Votanti (% su iscritti)  | ↳ Votanti (% su iscritti)              | ↳ Votanti (% su iscritti)  | 49 467                     | 59,84                      |
| ↳ Astenuti (% su iscritti) | ↳ Astenuti (% su iscritti)             | ↳ Astenuti (% su iscritti) | 33 198                     | 40,16                      |
|                            |                                        |                            |                            |                            |
|                            | Esito: collegio confermato a Laburista |                            |                            |                            |

| Partito                    | Partito                                | Candidato                  | Risultati 8 giugno 2017 | Risultati 8 giugno 2017 |
| Partito                    | Partito                                | Candidato                  | Voti                    | %                       |
| -------------------------- | -------------------------------------- | -------------------------- | ----------------------- | ----------------------- |
|                            | Laburista                              | Steve McCabe               | 30 836                  | 62,95                   |
|                            | Conservatore                           | Sophie Shrubsole           | 15 629                  | 31,91                   |
|                            | Lib Dem                                | Dave Radcliffe             | 1 644                   | 3,36                    |
|                            | Verdi                                  | Julien Pritchard           | 876                     | 1,79                    |
|                            |                                        |                            |                         |                         |
| Iscritti                   | Iscritti                               | Iscritti                   | 74 332                  | 100,00                  |
| ↳ Votanti (% su iscritti)  | ↳ Votanti (% su iscritti)              | ↳ Votanti (% su iscritti)  | 48 985                  | 65,90                   |
| ↳ Astenuti (% su iscritti) | ↳ Astenuti (% su iscritti)             | ↳ Astenuti (% su iscritti) | 25 347                  | 34,10                   |
|                            |                                        |                            |                         |                         |
|                            | Esito: collegio confermato a Laburista |                            |                         |                         |

| Partito                    | Partito                                | Candidato                  | Risultati 7 maggio 2015 | Risultati 7 maggio 2015 |
| Partito                    | Partito                                | Candidato                  | Voti                    | %                       |
| -------------------------- | -------------------------------------- | -------------------------- | ----------------------- | ----------------------- |
|                            | Laburista                              | Steve McCabe               | 21 584                  | 47,65                   |
|                            | Conservatore                           | Alex Boulter               | 13 137                  | 29,00                   |
|                            | UKIP                                   | Steven Brookes             | 5 755                   | 12,71                   |
|                            | Lib Dem                                | Colin Green                | 2 517                   | 5,56                    |
|                            | Verdi                                  | Clare Thomas               | 2 301                   | 5,08                    |
|                            |                                        |                            |                         |                         |
| Iscritti                   | Iscritti                               | Iscritti                   | 75 114                  | 100,00                  |
| ↳ Votanti (% su iscritti)  | ↳ Votanti (% su iscritti)              | ↳ Votanti (% su iscritti)  | 45 294                  | 60,30                   |
| ↳ Astenuti (% su iscritti) | ↳ Astenuti (% su iscritti)             | ↳ Astenuti (% su iscritti) | 29 820                  | 39,70                   |
|                            |                                        |                            |                         |                         |
|                            | Esito: collegio confermato a Laburista |                            |                         |                         |

| Partito                    | Partito                                | Candidato                  | Risultati 6 maggio 2010 | Risultati 6 maggio 2010 |
| Partito                    | Partito                                | Candidato                  | Voti                    | %                       |
| -------------------------- | -------------------------------------- | -------------------------- | ----------------------- | ----------------------- |
|                            | Laburista                              | Steve McCabe               | 17 950                  | 38,55                   |
|                            | Conservatore                           | Nigel Dawkins              | 14 468                  | 31,07                   |
|                            | Lib Dem                                | Dave Radcliffe             | 10 371                  | 22,27                   |
|                            | BNP                                    | Lynette Orton              | 1 820                   | 3,91                    |
|                            | UKIP                                   | Jeffrey Burgess            | 1 131                   | 2,43                    |
|                            | Verdi                                  | James Burn                 | 664                     | 1,43                    |
|                            | Cristiano                              | Samuel Leeds               | 159                     | 0,34                    |
|                            |                                        |                            |                         |                         |
| Iscritti                   | Iscritti                               | Iscritti                   | 74 860                  | 100,00                  |
| ↳ Votanti (% su iscritti)  | ↳ Votanti (% su iscritti)              | ↳ Votanti (% su iscritti)  | 46 563                  | 62,20                   |
| ↳ Astenuti (% su iscritti) | ↳ Astenuti (% su iscritti)             | ↳ Astenuti (% su iscritti) | 28 297                  | 37,80                   |
|                            |                                        |                            |                         |                         |
|                            | Esito: collegio confermato a Laburista |                            |                         |                         |

### Elezioni negli anni 2000
| Partito                    | Partito                                | Candidato                  | Risultati 5 maggio 2005 | Risultati 5 maggio 2005 |
| Partito                    | Partito                                | Candidato                  | Voti                    | %                       |
| -------------------------- | -------------------------------------- | -------------------------- | ----------------------- | ----------------------- |
|                            | Laburista                              | Lynne Jones                | 19 226                  | 46,06                   |
|                            | Conservatore                           | Joe Tildesley              | 10 375                  | 24,86                   |
|                            | Lib Dem                                | Richard Brighton           | 9 591                   | 22,98                   |
|                            | Verdi                                  | Barney Smith               | 1 581                   | 3,79                    |
|                            | UKIP                                   | Ronan Burnett              | 967                     | 2,32                    |
|                            |                                        |                            |                         |                         |
| Iscritti                   | Iscritti                               | Iscritti                   | 70 151                  | 100,00                  |
| ↳ Votanti (% su iscritti)  | ↳ Votanti (% su iscritti)              | ↳ Votanti (% su iscritti)  | 41 740                  | 59,50                   |
| ↳ Astenuti (% su iscritti) | ↳ Astenuti (% su iscritti)             | ↳ Astenuti (% su iscritti) | 28 411                  | 40,50                   |
|                            |                                        |                            |                         |                         |
|                            | Esito: collegio confermato a Laburista |                            |                         |                         |

| Partito                    | Partito                                | Candidato                  | Risultati 7 giugno 2001 | Risultati 7 giugno 2001 |
| Partito                    | Partito                                | Candidato                  | Voti                    | %                       |
| -------------------------- | -------------------------------------- | -------------------------- | ----------------------- | ----------------------- |
|                            | Laburista                              | Lynne Jones                | 21 015                  | 52,41                   |
|                            | Conservatore                           | Kenneth Hardeman           | 10 676                  | 26,62                   |
|                            | Lib Dem                                | David Osborne              | 6 532                   | 16,29                   |
|                            | Verdi                                  | Barney Smith               | 1 309                   | 3,26                    |
|                            | UKIP                                   | Sheila Williams            | 568                     | 1,42                    |
|                            |                                        |                            |                         |                         |
| Iscritti                   | Iscritti                               | Iscritti                   | 71 225                  | 100,00                  |
| ↳ Votanti (% su iscritti)  | ↳ Votanti (% su iscritti)              | ↳ Votanti (% su iscritti)  | 40 100                  | 56,30                   |
| ↳ Astenuti (% su iscritti) | ↳ Astenuti (% su iscritti)             | ↳ Astenuti (% su iscritti) | 31 125                  | 43,70                   |
|                            |                                        |                            |                         |                         |
|                            | Esito: collegio confermato a Laburista |                            |                         |                         |

## Risultati dei referendum

### Referendum sulla permanenza del Regno Unito nell'Unione europea del 2016
|             | Collegio             | Lasciare UE % | Rimanere in UE % |
| ----------- | -------------------- | ------------- | ---------------- |
|             | Birmingham Selly Oak | 46,9%         | 53,1%            |
|             | Inghilterra          | 53,3%         | 46,7%            |
| Regno Unito | 51,9%                | 48,1%         |                  |